# 索巴甘杰
索巴甘杰（Sobhaganj），是印度西孟加拉邦Jalpaiguri县的一个城镇。2001年調查總人口為4891。

## 人口
该地2001年总人口4891人，其中男性2523人，女性2368人；0—6岁人口622人，其中男305人，女317人；识字率66.43%，其中男性为72.14%，女性为60.35%。